# Hofbauer Zsófia
Baronek Frigyesné Hofbauer Zsófia; Hofbauer Zsófia Mária (Pest, 1840. október 13. – Budapest, Terézváros, 1916. január 2.) opera-énekesnő (alt).

## Életútja
Hofbauer János és Grein B. Mária leányaként született, előkelő svájci családból származott. Kora fiatalságában került a Nemzeti Zenedébe, Engeszer Mátyás és főleg Giovanni Gentiluomo tanároktól nyerte első zenei kiképzését. Feltűnő szépségű bársonyos althangja a legszebb jövőt ígérték és első útja külföldre vezette. Megfordult Ausztriában, Németországban, Hollandiában, ahol Jauner karmester keze alatt a legszebb sikereket aratta. Az első magyar énekesnők közé tartozik, akik Amerikában is megfordultak. Hazájába visszatérve, előbb a Pesti Városi Német Színháznál működött, majd 1859-ben a Nemzeti Színház operaegyüttesének egyik kiváló tagja lett. 
Érdekes epizódként említendő, hogy 1860-ban, a legsötétebb elnyomatás korszakában, egy ízben az udvarhoz nyert meghívást, ahol három türingiai dalt kellett volna énekelnie, ő azonban a harmadik dal helyett a magyar Himnuszt énekelte. Gyönyörű althangjával és előadásával elért sikere megszerzették neki a megbocsátást ezért az akkor megbocsáthatatlannak látszó improvizációért. Legszebb sikereit A trubadúr, A windsori víg nők (Márta) és a Linda di Chamounix című operák vezető altszerepeiben, főleg azonban Erkel Ferenc Bánk bánjának Gertrudisában érte el. 
1865 áprilisában megvált a Nemzeti Színháztól, de továbbra is élénken szereplő tagja maradt a fővárosi zeneéletnek. Művészi tevékenységével szép jövedelemre tett szert, de ő vagyongyűjtés helyett jószívűségével egész keresetét mindig elosztotta felerészben a színészek, felerészben a hozzáforduló szegények között. Utóbb teljesen visszavonult a szerepléstől és boldog családi körben töltötte életét, 1916. január 2-án Budapesten bekövetkezett haláláig. (Fia dr. Hetényi Imre, budapesti főkapitány-helyettes volt.)

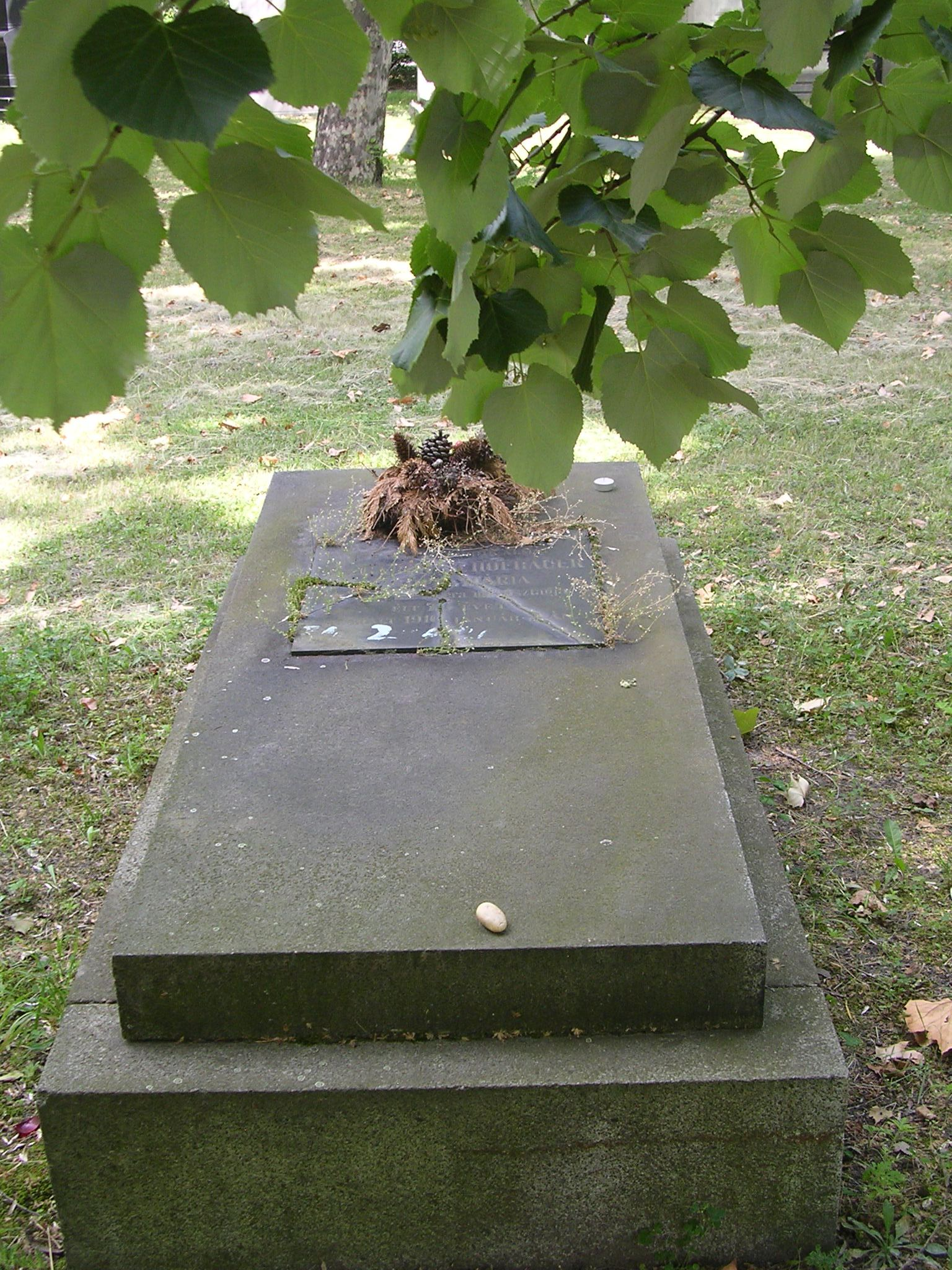
Sírja a Fiumei úti sírkertben (19/1-2-27)

## Fontosabb szerepei
- Gertrud (Erkel Ferenc: Bánk bán, bem.)
- Márta (Gounod: Faust, bem.)
- Ulrica (Verdi: Az álarcosbál, bem.)
- Azucena (Verdi: A trubadúr)
- Nancy (Flotow: Márta)